# Prionus galantiorum
Prionus galantiorum là một loài bọ cánh cứng trong họ Cerambycidae.